# الکس ری
الکس ری (انگلیسی: Alex Rae؛ زادهٔ ۳۰ سپتامبر ۱۹۶۹) بازیکن فوتبال اهل بریتانیا است.
از فیلم‌ها یا برنامه‌های تلویزیونی که وی در آن نقش داشته‌است می‌توان به مقصد نهایی ۲ اشاره کرد.
از باشگاه‌هایی که در آن بازی کرده‌است می‌توان به باشگاه فوتبال فالکیرک، باشگاه فوتبال ساندرلند، باشگاه فوتبال داندی، باشگاه فوتبال میلوال، باشگاه فوتبال ولورهمپتون واندررز، باشگاه فوتبال میلتون کینز دونز، و باشگاه فوتبال رنجرز اشاره کرد.
وی همچنین در تیم ملی فوتبال زیر ۲۱ سال اسکاتلند بازی کرده‌است.